# Jajce u progonstvu 1992. – 1995.
Jajce u progonstvu 1992. – 1995., dokumentarni je film autora Pavla Vranjicana iz 2015. godine. 
Nastavak je dokumentarnog filma Jajce u obrani 1992.
Dvije su glavne teme filma. Prva je organiziranje prognanih Jajčana. U filmu se pripovijeda o djelovanju Zajednice izbjeglih i prognanih Jajčana – Kraljica Katarina.
Druga je formiranje u Tomislavgradu jajačke ratne brigade HVO-a „Hrvoje Vukčić Hrvatinić“ te njezino raspoređivanje i djelovanje na ratištima Livna, Kupresa, Tomislavgrada, Rame, Jablanice i inim mjestima, braneći opstojnosta hrvatskog narod i cjelovitost teritorija Hrvatske zajednice Herceg Bosne. Naglasak je na ramskom bojištu.
U dokumentarnom filmu su govorili:  general-bojnik HVO Filip Filipović, dr Benjamin Alfred Markin iz saniteta HVO Jajce;  pukovnik HVO-a Frano Crnoja, novinarka iz Tomislavgrada   Ljuba Đikić, pukovnik HVO-a Ivo Šimunović, župnik i gvardijan iz Tomislavgrada fra Gabrijel Mioč, pomoćnik zapovjednika za logistiku Anto Šimunović, dopredsjednik HVO-a Tomislavgrad Filip Andrić,  prof. dr. sc. Marko Tokić s Radio Tomislavgrada 1992;  prof. Petar Miloš, Jajačka gimnazija 1976. – 1992.; natporučnik HVO-a Anto Brtan; general-bojnik HV-a Željko Glasnović,  župnik i gvardijan iz Jajca fra Stipo Marčinković, pukovnik HV-a Mijo Crnoja; hrvatski branitelji iz HVO-a Luka Jagodin, Petar Radić, Matija Jakšić, Ivan Pavlović i bojnik Zdravko Serdar.
Novac za snimanje filma prikupljan je na raznim donatorskim večerima.